# Q.s.p.
q.s.p., em farmacologia, é a abreviação de "quantidade suficiente para"; originalmente, da frase em latim quantum satis pro.. Ela é utilizada no final de receitas ou formulações, depois da designação de um veículo líquido ou sólido, para dizer que a quantidade do mesmo é tal que, junto com os ingredientes anteriores, o resultado completa um determinado volume ou massa.  
Uma vez que esta designação não especifica diretamente a quantidade do veículo, o mesmo é geralmente um composto que não tem efeito na aplicação pretendida.  Em formulações líquidas, o veículo pode agir como solvente ou apenas como meio de suspensão de compostos insolúveis; exemplos comuns são água ou etanol. Em formulações sólidas, como nos comprimidos ou pílulas, veículos como amido ou talco podem ser usados para obter uma pílula de rigidez e tamanho convenientes.
Em formulações de fármacos que relacionam água como veículo, entende-se que a mesma é destilada, deionizada, e desmineralizada, pois substâncias dissolvidas na mesma podem ser prejudiciais à saúde e/ou afetar os ingredientes ativos da formulação.